# Форвардер

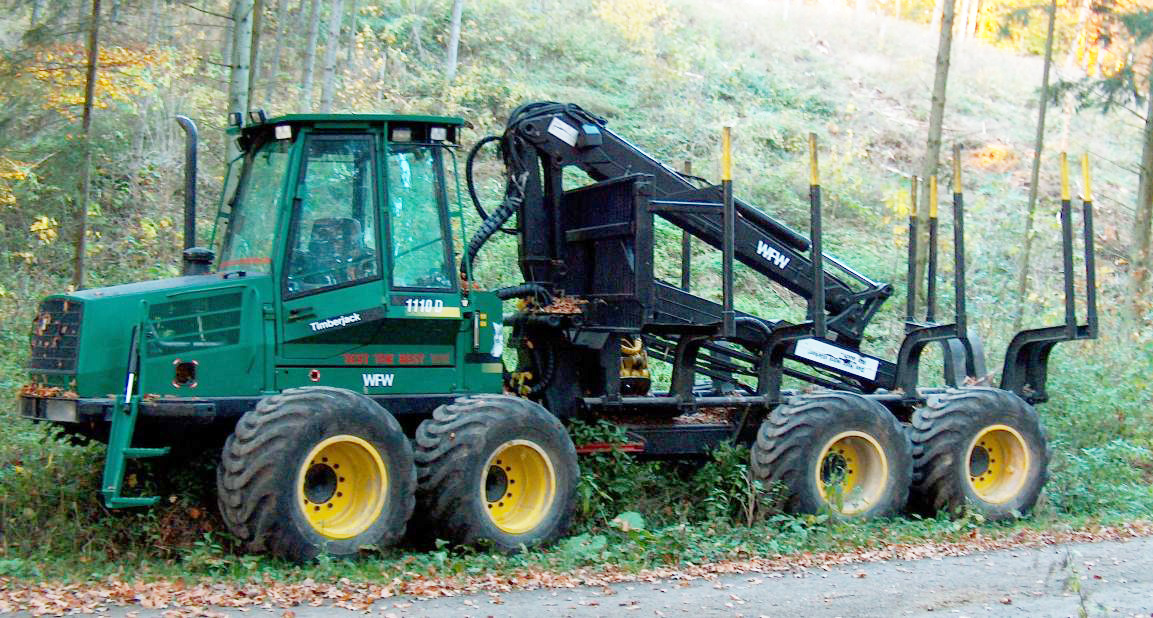
Фо́рвардер

Фо́рвардер (англ. forwarder) — транспортний засіб, що використовується для лісозаготівельних робіт. У технологічні завдання форвардерів входить збір, підсортувння, доставка сортиментів від місця заготівки до дороги, лісовоза, або складу. Конструктивно форвардер є самохідною двохмодульною машиною, що складається з вантажного маніпулятора і вантажного візка. Форвардер разом з харвестером використовується при лісозаготівлі за так званою скандинавською технологією, при якій результатом роботи на лісосіці є вже готовий до подальшої переробки сортимент.

## Основні виробники
- Deere & Company
- Komatsu
- Ponsse
- Logset
- Rottne
- Eco Log
- Амкодор